# Aqua Augusta (Nápoles)

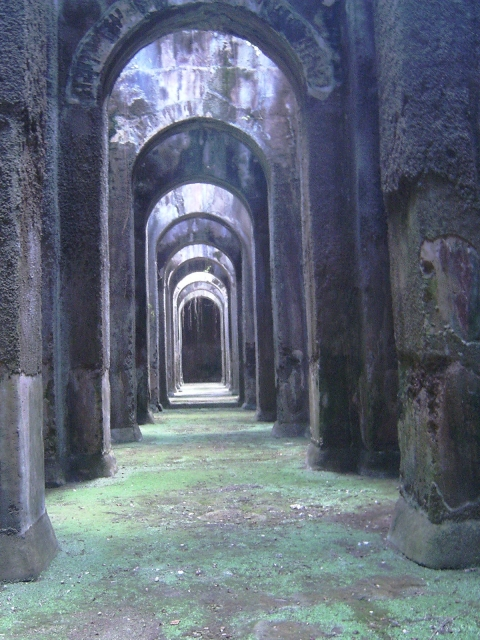
La Piscina mirabilis

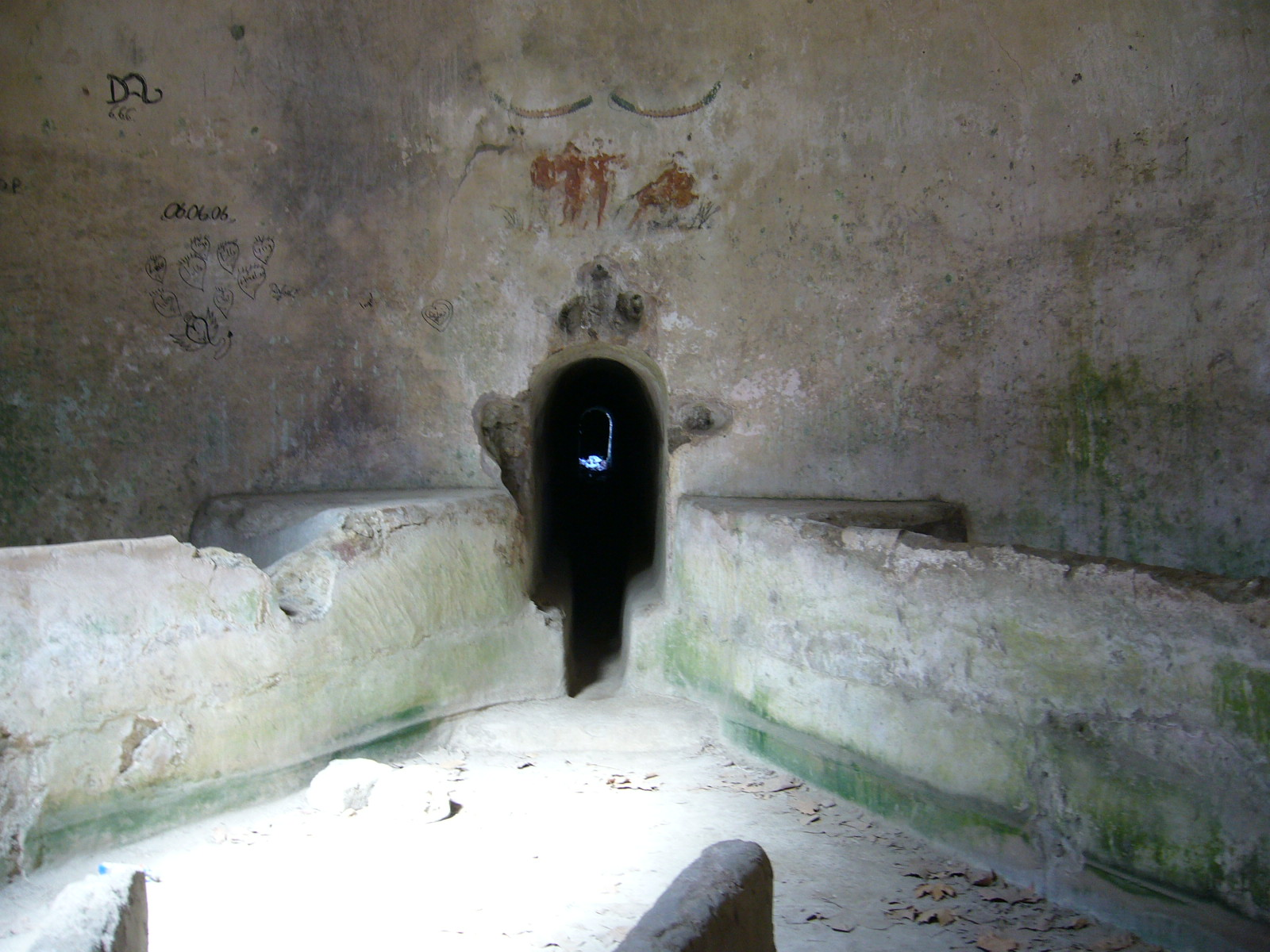
El canal del Aqua Augusta entrando en el castellum aquae en Pompeya

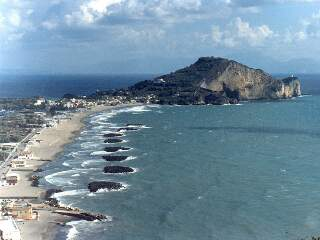
Vista del Cabo Miseno en Miseno

El Aqua Augusta o Acueducto de Serino fue un acueducto romano que suministraba agua a ocho ciudades en la Bahía de Nápoles, incluyendo Pompeya, Estabia y Nola. El Emperador Augusto (o más probablemente su íntimo amigo y aliado Agripa) construyó el Aqua Augusta entre 30 y 20  a. C. 

## Características
Comienza en la moderna ciudad de Serino y termina, 96 km después, en la Piscina mirabilis en la base naval y puerto de Portus Julius, en Miseno. 
Hoy en día quedan pocos restos del acueducto, aunque se pueden encontrar algunas trazas de la estructura original en numerosos lugares, incluyendo varios en y alrededor de Nápoles así como la bien preservada Piscina mirabilis en Miseno. Esta es una de las reservas más grandes en los extremos de un acueducto conocidas del Imperio Romano y sobrevive casi intacta a día de hoy. Probablemente su intención era servir de recurso estratégico de agua para la base naval, especialmente si la base era sitiada.

## Alusiones literarias
Tiene un papel prominente en la novela Pompeii de Robert Harris, cuyo protagonista es un ingeniero hidráulico ("Atilio") enviado desde Roma para mantener el acueducto en el año 79, justo antes de la famosa erupción del Vesubio el 24 de octubre.